# Степанов Микола Петрович
Степанов Микола Петрович (21.11.1925 — 18.04.1997) — учасник Радянсько-німецької війни, стрілець 6-ї стрілецької роти 2-го стрілецького батальйону 212-го гвардійського стрілецького полку  75-ї Бахмацької двічі Червонозоряної ордена Суворова гвардійської стрілецької дивізії 30-го стрілецького корпусу 60-ї Армії Центрального фронту, Герой Радянського Союзу (17.10.1943), гвардії червоноармієць, пізніше — гвардії сержант.

## Біографія
Народився 21 листопада 1925 року в селі Хорошеборка Топкінського району, Кемеровська область, РФ. Закінчив семирічну школу, працював у колгоспі.
В армію був призваний у лютому 1943 року Топкінським райвійськкоматом і направлений в Кемеровське піхотне училище. У серпні 1943 року курсантів без присвоєння офіцерського звання передали до Діючої армії. З 4 вересня 1943 року стрілець 6-ї стрілецької роти 2-го стрілецького батальйону 212-го гвардійського стрілецького полку  75-ї Бахмацької двічі Червонозоряної ордена Суворова гвардійської стрілецької дивізії.
Особливо відзначився при форсуванні ріки Дніпро та утриманні плацдарму на північ від Києва у вересні 1943 року. 23 вересня 1943 року у складі взводу молодшого лейтенанта Г. Г. Яржина форсував Дніпро в районі села Ясногородка Вишгородського району Київської області. Брав участь у захопленні пароплава «Миколаїв» і баржі з військово-інженерним вантажем. У бою за село Ясногородка знищив 16 фашистів.
Указом Президії Верховної Ради СРСР від 17 жовтня 1943 року за мужність і героїзм проявлені при форсуванні Дніпра і утриманні плацдарму гвардії червоноармійцю Степанову Миколі Петровичу присвоєне звання Героя Радянського Союзу з врученням ордена Леніна і медалі «Золота Зірка».
В 1945 році Степанов М. П. демобілізувався і повернувся у Кемерово. Працював на заводі «Кузбассэлектромотор» майстром, начальником відділу, був парторгом заводу, обирався депутатом міської Ради. Помер 18 квітня 1997 року.

## Нагороди
- медаль «Золота Зірка» № 4381 (17 жовтня 1943)
- Орден Леніна
- Орден Вітчизняної війни 1 ступеня
- Медалі

## Пам'ять
- В м. Кемерово, де жив Герой, його ім'ям названо вулицю, а на будинку, в якому він жив, установлено меморіальну дошку.
- В навчальному центрі Сухопутних військ Збройних сил України «Десна» встановлено бюст Героя.